# The New Game
The New Game è il quarto album in studio della band alternative metal statunitense Mudvayne pubblicato nel novembre del 2008 dalla Epic Records.

## Tracce

### Edizione Standard
1. Fish Out of Water - 3:30
2. Do What You Do - 3:36
3. A New Game - 5:03
4. Have It Your Way - 3:45
5. A Cinderella Story - 4:39
6. The Hate in Me - 3:22
7. Scarlet Letters - 3:55
8. Dull Boy - 4:13
9. Same Ol' - 4:49
10. Never Enough - 3:38
11. We the People - 3:07

### Edizione Deluxe
1. King of Pain   (The Police Cover) - 4:36
2. Happy?   (Demo) - 3:43
3. Forget to Remember   (Acustica) - 3:38
4. Dig   (Live) - 4:27
5. Not Falling   (Demo) - 4:02
6. Fall Into Sleep   (Demo) - 3:40
7. On the Move   (Demo) - 3:55
8. Word So Cold   (Live) - 6:20
9. Goodbye   (Demo) - 6:41
10. Death Blooms   (Demo) - 4:24

## Singoli
- Do What You Do   (2008)
- Scarlet Letters   (2009)

## Formazione
- Chad Gray - voce
- Greg Tribbett - chitarra
- Ryan Martinie - basso
- Matthew McDonough - batteria